# Мальгино (Угольское сельское поселение)
Мальгино — деревня в Шекснинском районе Вологодской области.
Входит в состав сельского поселения Угольского, с точки зрения административно-территориального деления — в Угольский сельсовет.
Расстояние по автодороге до районного центра Шексны — 32 км, до центра муниципального образования Покровского — 6 км. Ближайшие населённые пункты — Нижний Дор, Селино, Мальгино, Пронино, Барово, Лукинки.
По переписи 2002 года население — 11 человек.